# Ligue des champions masculine de l'EHF 2013-2014
Navigation
Ligue des champions 2012-2013 Ligue des champions 2014-2015
La saison 2013-14 de la Ligue des champions masculine de l'EHF met aux prises 37 équipes européennes. Il s’agit de la 54e édition de la Ligue des champions masculine de l'EHF, anciennement Coupe d'Europe des clubs champions, organisée par l’EHF.
La finale à quatre a eu lieu au Lanxess Arena de Cologne les 31 et 1er juin 2014, et ce pour la cinquième année consécutive. Elle a vu le SG Flensburg-Handewitt remporter son premier titre aux dépens du THW Kiel et ainsi succéder au HSV Hambourg.

## Formule

### Modalités
Une phase de qualification permet à certaines équipes de rejoindre les équipes directement qualifiées pour la phase de groupes. Lors de cette passe, les 24 équipes sont réparties dans quatre groupes de six équipes, où elles disputent un championnat comportant 10 journées.
Les quatre premiers de chaque groupe sont qualifiés pour des huitièmes de finale en match aller et retour, dont les vainqueurs s’affrontent dans des quarts de finale, également en aller-retour.
Enfin, la finale à quatre (Final-4) a lieu dans la Lanxess Arena de Cologne les 1er et 2 juin 2013, et ce pour la quatrième année consécutive.

### Qualifications
Initialement, il était prévu que dix-huit équipes soient directement qualifiées pour la phase de groupe et soient rejointes par six équipes issues des qualifications :
- trois tournois de qualification entre les champions de championnats mineurs permettent de qualifier trois équipes
- est également qualifié le vainqueur entre le HK Drott Halmstad, champion de Suède , et le HB Esch, champion du Luxembourg et finaliste de la précédente édition de la Coupe Challenge (C4)
- le HSV Hambourg, tenant du titre, ne s'est classé qu'à la cinquième place du championnat d'Allemagne 2012-2013 et n'est donc pas qualifié directement pour la Ligue des champions : pour permettre à Hambourg d'avoir la possibilité de défendre son titre sans léser les Füchse Berlin qui les précèdent au classement (4e), une confrontation en matchs aller-retour permettra de qualifier l'un de ces deux clubs.
- enfin, un tournoi de qualification wild-card entre quatre équipes non qualifiées aurait dû permettre de qualifier une équipe.

Toutefois, le 9 juillet 2013, le club espagnol du BM Atlético de Madrid est dans l'incapacité de se maintenir économiquement et doit procéder à sa liquidation. Par conséquent, seules dix-sept équipes sont finalement directement qualifiées pour la phase de groupe. Ainsi, le tournoi de qualification wild-card est supprimé et deux matchs aller-retour permettent de qualifier deux équipes,.

### Participants
Un total de 37 équipes provenant de 25 fédérations membres de l'EHF participent à la Ligue des champions 2013‑2014.
Le coefficient EHF (établi à partie des résultats obtenus entre les saisons 2009-2010 et 2011-2012) définit le nombre de clubs qu'une fédération a droit d’envoyer. La répartition pour la saison 2013-2014 est la suivante :
| Rang | Pays               | Club(s)                | Tour                      |
| ---- | ------------------ | ---------------------- | ------------------------- |
| 1    | Allemagne          | THW Kiel               | Phase de groupes          |
| 1    | Allemagne          | SG Flensburg-Handewitt | Phase de groupes          |
| 1    | Allemagne          | Rhein-Neckar Löwen     | Phase de groupes          |
| 2    | Espagne            | FC Barcelone           | Phase de groupes          |
| 2    | Espagne            | BM Atlético de Madrid  | Disparition du club       |
| 2    | Espagne            | Naturhouse La Rioja    | Phase de groupes          |
| 3    | France             | Paris Saint-Germain    | Phase de groupes          |
| 3    | France             | Dunkerque HGL          | Phase de groupes          |
| 4    | Danemark           | Aalborg Håndbold       | Phase de groupes          |
| 4    | Danemark           | KIF Copenhague         | Phase de groupes          |
| 5    | Slovénie           | Gorenje Velenje        | Phase de groupes          |
| 5    | Slovénie           | RK Celje               | Phase de groupes          |
| 6    | Russie             | Medvedi Tchekhov       | Retrait volontaire        |
| 6    | Russie             | Saint-Pétersbourg HC   | Phase de groupes          |
| 7    | Hongrie            | Veszprém KSE           | Phase de groupes          |
| 8    | Suisse             | Wacker Thoune          | Phase de groupes          |
| 9    | Croatie            | RK CO Zagreb           | Phase de groupes          |
| 10   | Roumanie           | HCM Constanța          | Tournois de qualification |
| 11   | Portugal           | FC Porto               | Tournois de qualification |
| 12   | Suède              | HK Drott Halmstad      | Match Esch / Halmstad     |
| 13   | Macédoine          | Vardar Skopje          | Phase de groupes          |
| 14   | Pologne            | KS Kielce              | Phase de groupes          |
| 15   | Serbie             | RK Vojvodina Novi Sad  | Tournois de qualification |
| 16   | Ukraine            | HC Motor Zaporijjia    | Tournois de qualification |
| 17   | Bosnie-Herzégovine | RK Borac Banja Luka    | Tournois de qualification |
| 18   | Norvège            | Elverum Håndball       | Tournois de qualification |
| 19   | Biélorussie        | HC Dinamo Minsk        | Tournois de qualification |
| 20   | Grèce              | AEK Athènes            | Tournois de qualification |
| 21   | Autriche           | Alpla HC Hard          | Tournois de qualification |
| 22   | Israël             | Hapoël Rishon LeZion   | Retrait volontaire        |
| 23   | Slovaquie          | HT Tatran Prešov       | Tournois de qualification |
| 24   | Turquie            | Beşiktaş JK            | Tournois de qualification |
| 25   | Italie             | SSV Bozen Loacker      | Retrait volontaire        |
| 26   | Pays-Bas           | HV KRAS/Volendam       | Tournois de qualification |
| 27   | Luxembourg         | HB Esch                | Match Esch / Halmstad     |

Trois clubs qui avaient obtenu leur qualification ont décidé de renoncer à leur participation à la Ligue des champions 2013-2014 pour des raisons financières : les Russes du Medvedi Tchekhov, les Italiens du SSV Bozen Loacker et les Israéliens de l'Hapoël Rishon LeZion.
De plus six équipes ont obtenu la possibilité de participer aux tournois Wild-Card :
- SC Pick Szeged, deuxième du Championnat de Hongrie
- Metalurg Skopje, deuxième du Championnat de Macédoine
- Wisła Płock, deuxième du Championnat de Pologne
- Montpellier AHB, troisième du Championnat de France
- Füchse Berlin, quatrième du Championnat d'Allemagne
- HSV Hambourg, Tenant du titre et cinquième du Championnat d'Allemagne.

### Calendrier
| Nom                                                                              | Tirage au sort     | Match aller                                                            | Match retour                                                                    | Nombre de participants |
| -------------------------------------------------------------------------------- | ------------------ | ---------------------------------------------------------------------- | ------------------------------------------------------------------------------- | ---------------------- |
| Phase de qualification (2013)                                                    |                    |                                                                        |                                                                                 |                        |
| Match de qualification 1                                                         | 27 juin            | 24 août                                                                | 31 août                                                                         | 2                      |
| Tournois wild-card                                                               | 27 juin            | 21-28 août                                                             | 23 août-1er septembre                                                           | 6                      |
| Tournoi de qualifications                                                        | 27 juin            | 31 août                                                                | 1er septembre                                                                   | 9                      |
| Phase de groupes (2013-2014)                                                     |                    |                                                                        |                                                                                 |                        |
| Journées 1 et 7 Journées 2 et 8 Journées 3 et 10 Journées 4 et 9 Journées 5 et 6 | 28 août            | 27-29 septembre 4-7 octobre 13-14 octobre 18-21 octobre 17-18 novembre | 29 novembre -2 décembre 7-10 février 21-23 février 13-17 février 22-25 novembre | 24                     |
| Phase finale (2014)                                                              |                    |                                                                        |                                                                                 |                        |
| Huitièmes de finale                                                              | 25 février         | 20-22-23 mars                                                          | 26-27 mars                                                                      | 16                     |
| Quarts de finale                                                                 | 1er avril          | 19-20-21 avril                                                         | 21-22 avril                                                                     | 8                      |
| Demi-finales                                                                     | 31 mai à Cologne   | 31 mai à Cologne                                                       | 31 mai à Cologne                                                                | 4                      |
| Finale                                                                           | 1er juin à Cologne | 1er juin à Cologne                                                     | 1er juin à Cologne                                                              | 2                      |

## Phase de qualification
|  | Qualifié pour la phase de groupes |

### Match Esch / Halmstad
| Date Aller   | Club    | Aller   | Total   | Retour  | Club              | Date Retour  |
| ------------ | ------- | ------- | ------- | ------- | ----------------- | ------------ |
| 24 août 2013 | HB Esch | 30 - 26 | 44 - 63 | 14 - 37 | HK Drott Halmstad | 31 août 2013 |

### Tournois Wild-Card
| Date Aller   | Club               | Aller   | Total   | Retour  | Club           | Date Retour        |
| ------------ | ------------------ | ------- | ------- | ------- | -------------- | ------------------ |
| 21 août 2013 | Füchse Berlin      | 30 - 30 | 56 - 57 | 26 - 27 | HSV Hambourg   | 23 août 2013       |
| 28 août 2013 | RK Metalurg Skopje | 26 - 16 | 45 - 39 | 19 - 23 | SC Pick Szeged | 1er septembre 2013 |
| 29 août 2013 | Montpellier AHB    | 29 - 27 | 52 - 55 | 23 - 28 | Wisła Płock    | 1er septembre 2013 |

### Tournois de qualification
Dans ces tournois de qualification, douze équipes championnes de leur ligue respective sont réparties en trois groupes de quatre et tentent de gagner l'une des trois places qualificatives mises en jeu.

#### Composition des chapeaux
| Chapeau 1           | Chapeau 2             | Chapeau 3        | Chapeau 4           |
| ------------------- | --------------------- | ---------------- | ------------------- |
| HC Dinamo Minsk     | RK Vojvodina Novi Sad | Alpla HC Hard    | HC Motor Zaporijjia |
| RK Borac Banja Luka | HT Tatran Prešov      | Elverum Håndball | AEK Athènes         |
| HCM Constanța       | FC Porto              | Beşiktaş JK      | HV KRAS/Volendam    |

#### Tournoi 1
Les matchs du groupe 1 se déroulent à Presov,  Slovaquie.
|  | Demi-finales       | Demi-finales     |                        |    | Finale             | Finale             |
|  | Demi-finales       | Demi-finales     |                        |    | Finale             | Finale             |
|  |                    |                  |                        |    |                    |                    |
|  | 31 aout 2013       | 31 aout 2013     |                        |    | 1er septembre 2013 | 1er septembre 2013 |
|  | 31 aout 2013       | 31 aout 2013     |                        |    | 1er septembre 2013 | 1er septembre 2013 |
|  | HC Dinamo Minsk    | 25               |                        |    | 1er septembre 2013 | 1er septembre 2013 |
|  | HC Dinamo Minsk    | 25               |                        |    | 1er septembre 2013 | 1er septembre 2013 |
|  | AEK Athènes        | 21               |                        |    | 1er septembre 2013 | 1er septembre 2013 |
|  | AEK Athènes        | 21               | HC Dinamo Minsk        | 29 |                    |                    |
|  | 31 aout 2013       |                  | HC Dinamo Minsk        | 29 |                    |                    |
|  |                    | HT Tatran Prešov | 27                     |    |                    |                    |
|  | HT Tatran Prešov   | HT Tatran Prešov | 27                     | 32 |                    |                    |
|  | HT Tatran Prešov   |                  |                        | 32 |                    |                    |
|  | Beşiktaş JK        | 30               |                        |    |                    |                    |
|  | Beşiktaş JK        | 30               | Match pour la 3e place |    |                    |                    |
|  |                    |                  |                        |    |                    |                    |
|  | 1er septembre 2013 |                  |                        |    |                    |                    |
|  |                    |                  |                        |    |                    |                    |
|  | AEK Athènes        | 34               |                        |    |                    |                    |
|  | AEK Athènes        | 34               |                        |    |                    |                    |
|  | Beşiktaş JK        | 30               |                        |    |                    |                    |
|  | Beşiktaş JK        | 30               |                        |    |                    |                    |

| Pl. | Équipe           |
| --- | ---------------- |
| 1   | HC Dinamo Minsk  |
| 2   | HT Tatran Prešov |
| 3   | AEK Athènes      |
| 4   | Beşiktaş JK      |

| Pl. | Équipe           |
| --- | ---------------- |
| 1   | HC Dinamo Minsk  |
| 2   | HT Tatran Prešov |
| 3   | AEK Athènes      |
| 4   | Beşiktaş JK      |

#### Tournoi 2
Les matchs du groupe 2 se déroulent à Novi Sad,  Serbie.
|  | Demi-finales          | Demi-finales          |                        |    | Finale             | Finale             |
|  | Demi-finales          | Demi-finales          |                        |    | Finale             | Finale             |
|  |                       |                       |                        |    |                    |                    |
|  | 31 aout 2013          | 31 aout 2013          |                        |    | 1er septembre 2013 | 1er septembre 2013 |
|  | 31 aout 2013          | 31 aout 2013          |                        |    | 1er septembre 2013 | 1er septembre 2013 |
|  | RK Borac Banja Luka   | 18                    |                        |    | 1er septembre 2013 | 1er septembre 2013 |
|  | RK Borac Banja Luka   | 18                    |                        |    | 1er septembre 2013 | 1er septembre 2013 |
|  | HC Motor Zaporijjia   | 40                    |                        |    | 1er septembre 2013 | 1er septembre 2013 |
|  | HC Motor Zaporijjia   | 40                    | HC Motor Zaporijjia    | 36 |                    |                    |
|  | 31 aout 2013          |                       | HC Motor Zaporijjia    | 36 |                    |                    |
|  |                       | RK Vojvodina Novi Sad | 24                     |    |                    |                    |
|  | RK Vojvodina Novi Sad | RK Vojvodina Novi Sad | 24                     | 27 |                    |                    |
|  | RK Vojvodina Novi Sad |                       |                        | 27 |                    |                    |
|  | Alpla HC Hard         | 26                    |                        |    |                    |                    |
|  | Alpla HC Hard         | 26                    | Match pour la 3e place |    |                    |                    |
|  |                       |                       |                        |    |                    |                    |
|  | 1er septembre 2013    |                       |                        |    |                    |                    |
|  |                       |                       |                        |    |                    |                    |
|  | RK Borac Banja Luka   | 17                    |                        |    |                    |                    |
|  | RK Borac Banja Luka   | 17                    |                        |    |                    |                    |
|  | Alpla HC Hard         | 25                    |                        |    |                    |                    |
|  | Alpla HC Hard         | 25                    |                        |    |                    |                    |

| Pl. | Équipe                |
| --- | --------------------- |
| 1   | HC Motor Zaporijjia   |
| 2   | RK Vojvodina Novi Sad |
| 3   | Alpla HC Hard         |
| 4   | RK Borac Banja Luka   |

| Pl. | Équipe                |
| --- | --------------------- |
| 1   | HC Motor Zaporijjia   |
| 2   | RK Vojvodina Novi Sad |
| 3   | Alpla HC Hard         |
| 4   | RK Borac Banja Luka   |

#### Tournoi 3
|  | Demi-finales       | Demi-finales  |                        |    | Finale             | Finale             |
|  | Demi-finales       | Demi-finales  |                        |    | Finale             | Finale             |
|  |                    |               |                        |    |                    |                    |
|  | 31 aout 2013       | 31 aout 2013  |                        |    | 1er septembre 2013 | 1er septembre 2013 |
|  | 31 aout 2013       | 31 aout 2013  |                        |    | 1er septembre 2013 | 1er septembre 2013 |
|  | FC Porto           | 29            |                        |    | 1er septembre 2013 | 1er septembre 2013 |
|  | FC Porto           | 29            |                        |    | 1er septembre 2013 | 1er septembre 2013 |
|  | Elverum Håndball   | 28            |                        |    | 1er septembre 2013 | 1er septembre 2013 |
|  | Elverum Håndball   | 28            | FC Porto               | 26 |                    |                    |
|  | 31 aout 2013       |               | FC Porto               | 26 |                    |                    |
|  |                    | HCM Constanța | 22                     |    |                    |                    |
|  | HCM Constanța      | HCM Constanța | 22                     | 34 |                    |                    |
|  | HCM Constanța      |               |                        | 34 |                    |                    |
|  | HV KRAS/Volendam   | 25            |                        |    |                    |                    |
|  | HV KRAS/Volendam   | 25            | Match pour la 3e place |    |                    |                    |
|  |                    |               |                        |    |                    |                    |
|  | 1er septembre 2013 |               |                        |    |                    |                    |
|  |                    |               |                        |    |                    |                    |
|  | HV KRAS/Volendam   | 24            |                        |    |                    |                    |
|  | HV KRAS/Volendam   | 24            |                        |    |                    |                    |
|  | Elverum Håndball   | 32            |                        |    |                    |                    |
|  | Elverum Håndball   | 32            |                        |    |                    |                    |

| Pl. | Équipe           |
| --- | ---------------- |
| 1   | FC Porto         |
| 2   | HCM Constanța    |
| 3   | Elverum Håndball |
| 4   | HV KRAS/Volendam |

| Pl. | Équipe           |
| --- | ---------------- |
| 1   | FC Porto         |
| 2   | HCM Constanța    |
| 3   | Elverum Håndball |
| 4   | HV KRAS/Volendam |

## Phase de groupes

### Composition des chapeaux
Le tirage au sort a eu lieu le 28 juin 2013 à Vienne, en Autriche :
| Chapeau 1        | Chapeau 2           | Chapeau 3                             | Chapeau 4           | Chapeau 5             | Chapeau 6                |
| ---------------- | ------------------- | ------------------------------------- | ------------------- | --------------------- | ------------------------ |
| THW Kiel         | KS Kielce           | SG Flensburg-Handewitt                | KIF Copenhague      | Dunkerque HGL         | HC Motor Zaporijjia G2   |
| FC Barcelone     | RK CO Zagreb        | Atlético de Madrid¹ Wisła PłockWC III | Wacker Thoune       | RK Celje              | FC Porto G3              |
| Aalborg Håndbold | Paris Saint-Germain | Saint-Pétersbourg HC                  | Rhein-Neckar Löwen  | HC Dinamo Minsk G1    | RK Metalurg Skopje WC II |
| Veszprém KSE     | Gorenje Velenje     | Vardar Skopje                         | Naturhouse La Rioja | HK Drott Halmstad E/H | HSV Hambourg WC I        |

¹ Note : les chapeaux ayant été définis avant le dépôt de bilan de l'Atlético de Madrid, ce dernier est remplacé par le vainqueur du Wild Card II, le Wisła Płock.

### Résultats

#### Légende
|  | Qualifié pour les huitièmes de finale |
|  | Éliminé de la compétition             |

|  | Équipe à domicile victorieuse    |
|  | Match nul                        |
|  | Équipe à l'extérieur victorieuse |

#### Groupe A
|   | Équipe               | Pts | J  | G | N | P | Bp  | Bc  | Diff |  | Résultats (dom.\ext.) |       |       |       |       |       |       |
| - | -------------------- | --- | -- | - | - | - | --- | --- | ---- |  | --------------------- | ----- | ----- | ----- | ----- | ----- | ----- |
| 1 | Veszprém KSE         | 17  | 10 | 8 | 1 | 1 | 303 | 243 | 60   |  | Veszprém KSE          |       | 30-29 | 27-26 | 44-27 | 34-27 | 29-20 |
| 2 | Rhein-Neckar Löwen   | 16  | 10 | 7 | 2 | 1 | 305 | 252 | 53   |  | Rhein-Neckar Löwen    | 25-25 |       | 35-25 | 31-31 | 34-26 | 31-17 |
| 3 | RK Celje             | 10  | 10 | 4 | 1 | 5 | 269 | 272 | -3   |  | RK Celje              | 26-31 | 25-28 |       | 30-27 | 26-20 | 29-22 |
| 4 | HC Motor Zaporijjia  | 9   | 10 | 4 | 1 | 5 | 277 | 296 | -19  |  | HC Motor Zaporijjia   | 26-22 | 26-32 | 29-32 |       | 31-30 | 29-24 |
| 5 | RK CO Zagreb         | 8   | 10 | 4 | 0 | 6 | 267 | 282 | -15  |  | RK CO Zagreb          | 22-33 | 24-28 | 24-21 | 33-27 |       | 26-24 |
| 6 | Saint-Pétersbourg HC | 1   | 10 | 0 | 1 | 9 | 216 | 292 | -76  |  | Saint-Pétersbourg HC  | 15-28 | 23-32 | 29-29 | 18-24 | 24-35 |       |

#### Groupe B
|   | Équipe         | Pts | J  | G | N | P | Bp  | Bc  | Diff |  | Résultats (dom.\ext.) |       |       |       |       |       |       |
| - | -------------- | --- | -- | - | - | - | --- | --- | ---- |  | --------------------- | ----- | ----- | ----- | ----- | ----- | ----- |
| 1 | THW Kiel       | 17  | 10 | 8 | 1 | 1 | 298 | 268 | 30   |  | THW Kiel              |       | 29-26 | 28-28 | 34-25 | 30-25 | 28-25 |
| 2 | KIF Copenhague | 14  | 10 | 7 | 0 | 3 | 249 | 239 | 10   |  | KIF Copenhague        | 24-26 |       | 29-23 | 23-22 | 25-20 | 26-24 |
| 3 | KS Kielce      | 13  | 10 | 6 | 1 | 3 | 306 | 276 | 30   |  | KS Kielce             | 34-29 | 25-29 |       | 38-30 | 35-23 | 33-23 |
| 4 | Wisła Płock    | 8   | 10 | 2 | 1 | 7 | 275 | 277 | -2   |  | Wisła Płock           | 33-34 | 25-26 | 28-30 |       | 28-22 | 32-25 |
| 5 | FC Porto       | 5   | 10 | 2 | 1 | 7 | 241 | 278 | -37  |  | FC Porto              | 27-31 | 27-24 | 30-25 | 20-24 |       | 22-21 |
| 6 | Dunkerque HGL  | 3   | 10 | 1 | 1 | 8 | 237 | 268 | -31  |  | Dunkerque HGL         | 21-29 | 18-20 | 30-25 | 25-28 | 25-25 |       |

#### Groupe C
|   | Équipe              | Pts | J  | G | N | P | Bp  | Bc  | Diff |  | Résultats (dom.\ext.) |       |       |       |       |       |       |
| - | ------------------- | --- | -- | - | - | - | --- | --- | ---- |  | --------------------- | ----- | ----- | ----- | ----- | ----- | ----- |
| 1 | FC Barcelone        | 17  | 10 | 8 | 1 | 1 | 348 | 256 | 92   |  | FC Barcelone          |       | 38-28 | 35-17 | 30-23 | 35-25 | 45-26 |
| 2 | Paris Saint-Germain | 13  | 10 | 6 | 1 | 3 | 315 | 288 | 27   |  | Paris Saint-Germain   | 29-33 |       | 32-29 | 35-25 | 34-30 | 38-24 |
| 3 | RK Metalurg Skopje  | 12  | 10 | 5 | 2 | 3 | 256 | 265 | -9   |  | RK Metalurg Skopje    | 31-29 | 28-26 |       | 22-27 | 33-29 | 24-24 |
| 4 | Vardar Skopje       | 8   | 10 | 4 | 2 | 4 | 269 | 263 | 6    |  | Vardar Skopje         | 29-29 | 24-24 | 18-26 |       | 30-22 | 32-25 |
| 5 | HC Dinamo Minsk     | 7   | 10 | 3 | 1 | 6 | 266 | 295 | -29  |  | HC Dinamo Minsk       | 25-35 | 29-35 | 23-23 | 26-24 |       | 27-20 |
| 6 | Wacker Thoune       | 1   | 10 | 0 | 1 | 9 | 242 | 329 | -87  |  | Wacker Thoune         | 23-39 | 28-34 | 22-23 | 24-37 | 26-30 |       |

#### Groupe D
|   | Équipe                 | Pts | J  | G | N | P | Bp  | Bc  | Diff |  | Résultats (dom.\ext.)  |       |       |       |       |       |       |
| - | ---------------------- | --- | -- | - | - | - | --- | --- | ---- |  | ---------------------- | ----- | ----- | ----- | ----- | ----- | ----- |
| 1 | HSV Hambourg           | 18  | 10 | 9 | 0 | 1 | 330 | 266 | 64   |  | HSV Hambourg           |       | 32-27 | 28-20 | 41-32 | 34-27 | 39-30 |
| 2 | SG Flensburg-Handewitt | 17  | 10 | 8 | 1 | 1 | 314 | 272 | 42   |  | SG Flensburg-Handewitt | 27-24 |       | 31-27 | 35-31 | 37-25 | 33-25 |
| 3 | Gorenje Velenje        | 8   | 10 | 4 | 0 | 6 | 307 | 320 | -13  |  | Gorenje Velenje        | 29-36 | 23-28 | 25-30 |       | 33-28 | 35-33 |
| 4 | Aalborg Håndbold       | 8   | 10 | 4 | 0 | 6 | 275 | 265 | 10   |  | Aalborg Håndbold       | 26-28 | 26-27 |       | 23-28 | 28-24 | 37-23 |
| 5 | Naturhouse La Rioja    | 8   | 10 | 3 | 2 | 5 | 292 | 320 | -28  |  | Naturhouse La Rioja    | 32-32 | 24-33 | 25-23 | 34-31 |       | 38-34 |
| 6 | HK Drott Halmstad      | 1   | 10 | 0 | 1 | 9 | 289 | 364 | -75  |  | HK Drott Halmstad      | 24-35 | 27-37 | 26-35 | 32-40 | 35-35 |       |

## Phase finale
| \| Kiel Flensburg Rhein-Neckar Hambourg Barcelone Paris Zaporijjia Aalborg Kolding/Copenhague Metalurg Vardar Skopje Veszprém Kielce Płock Velenje Celje \| Localisation des équipes en phase finale. |
| Kiel Flensburg Rhein-Neckar Hambourg Barcelone Paris Zaporijjia Aalborg Kolding/Copenhague Metalurg Vardar Skopje Veszprém Kielce Płock Velenje Celje                                                 |

### Qualification et tirage au sort
Les quatre premiers de chaque groupe participent à la phase finale, qui débute par les huitièmes de finale. Les équipes se trouvant dans le Chapeau 1 (regroupant les vainqueurs de groupe) tombent face aux équipes du Chapeau 4 (les quatrièmes de chaque groupe) et les équipes se trouvant dans le Chapeau 2 (les deuxièmes de chaque groupe) tomberont face aux équipes du Chapeau 3 (les troisièmes de chaque groupe). A noter que les équipes se trouvant dans les Chapeau 1 et 2 reçoivent pour le match aller.

### Huitièmes de finale

#### Composition des chapeaux
Les chapeaux sont réalisés simplement en prenant le classement des seize équipes dans leur groupe respectif.
Le tirage au sort a lieu le 25 février 2014 à Vienne, en Autriche.
| Chapeau 1    | Chapeau 2              | Chapeau 3       | Chapeau 4           |
| ------------ | ---------------------- | --------------- | ------------------- |
| Veszprém KSE | Rhein-Neckar Löwen     | RK Celje        | HC Motor Zaporijjia |
| THW Kiel     | KIF Copenhague         | KS Kielce       | Wisła Płock         |
| FC Barcelone | Paris Saint-Germain    | Metalurg Skopje | Vardar Skopje       |
| HSV Hambourg | SG Flensburg-Handewitt | Gorenje Velenje | Aalborg Håndbold    |

#### Résultats
|           | Équipe 1            | Équipe 2               | Aller        | Retour       | Total    |
| --------- | ------------------- | ---------------------- | ------------ | ------------ | -------- |
| Tableau A | HC Motor Zaporijjia | THW Kiel               | 20 mars 2014 | 30 mars 2014 | 56 – 71  |
| Tableau A | HC Motor Zaporijjia | THW Kiel               | 28 – 31      | 28 – 40      | 56 – 71  |
| Tableau A | Aalborg Håndbold    | FC Barcelone           | 23 mars 2014 | 29 mars 2014 | 42 – 60  |
| Tableau A | Aalborg Håndbold    | FC Barcelone           | 22 – 29      | 20 – 31      | 42 – 60  |
| Tableau A | Vardar Skopje       | HSV Hambourg           | 22 mars 2014 | 30 mars 2014 | 58 – 57  |
| Tableau A | Vardar Skopje       | HSV Hambourg           | 28 – 28      | 30 – 29      | 58 – 57  |
| Tableau A | Wisła Płock         | Veszprém KSE           | 23 mars 2014 | 29 mars 2014 | 60 – 64  |
| Tableau A | Wisła Płock         | Veszprém KSE           | 34 – 33      | 26 – 31      | 60 – 64  |
| Tableau B | Gorenje Velenje     | Paris Saint-Germain    | 22 mars 2014 | 30 mars 2014 | 55 – 62  |
| Tableau B | Gorenje Velenje     | Paris Saint-Germain    | 30 – 28      | 25 – 34      | 55 – 62  |
| Tableau B | RK Celje            | SG Flensburg-Handewitt | 23 mars 2014 | 29 mars 2014 | 53 – 55  |
| Tableau B | RK Celje            | SG Flensburg-Handewitt | 26 – 25      | 27 – 30      | 53 – 55  |
| Tableau B | Metalurg Skopje     | KIF Copenhague         | 23 mars 2014 | 30 mars 2014 | 53 – 43  |
| Tableau B | Metalurg Skopje     | KIF Copenhague         | 23 – 17      | 30 – 26      | 53 – 43  |
| Tableau B | KS Kielce           | Rhein-Neckar Löwen     | 22 mars 2014 | 31 mars 2014 | 55 – 55* |
| Tableau B | KS Kielce           | Rhein-Neckar Löwen     | 32 – 28      | 23 – 27      | 55 – 55* |

* Rhein-Neckar Löwen qualifié aux dépens du KS Kielce selon la règle du nombre de buts marqués à l'extérieur (28 contre 23).

### Quarts de finale
Le tirage au sort a eu lieu le 1er avril 2014 à Vienne. Le chapeau 1 contient les équipes victorieuses des oppositions entre le 1er et le 4e de poule (Veszprém KSE, THW Kiel, FC Barcelone, Vardar Skopje) et dans le chapeau 2 les équipes victorieuses des oppositions entre le 2e et le 3e de poule (Rhein-Neckar Löwen, Metalurg Skopje, Paris Saint-Germain et SG Flensburg-Handewitt).

#### Résultats
| Équipe 1               | Équipe 2      | Aller         | Retour        | Total    |
| ---------------------- | ------------- | ------------- | ------------- | -------- |
| Rhein-Neckar Löwen     | FC Barcelone  | 20 avril 2014 | 26 avril 2014 | 62 – 62* |
| Rhein-Neckar Löwen     | FC Barcelone  | 38 – 31       | 24 – 31       | 62 – 62* |
| SG Flensburg-Handewitt | Vardar Skopje | 21 avril 2014 | 26 avril 2014 | 49* – 49 |
| SG Flensburg-Handewitt | Vardar Skopje | 24 – 22       | 25 – 27       | 49* – 49 |
| Metalurg Skopje        | THW Kiel      | 19 avril 2014 | 27 avril 2014 | 47 – 65  |
| Metalurg Skopje        | THW Kiel      | 21 – 31       | 26 – 34       | 47 – 65  |
| Paris Saint-Germain    | Veszprém KSE  | 19 avril 2014 | 26 avril 2014 | 52 – 59  |
| Paris Saint-Germain    | Veszprém KSE  | 26 – 28       | 26 – 31       | 52 – 59  |

* Le FC Barcelone et le SG Flensburg-Handewitt sont qualifiés aux dépens de Rhein-Neckar Löwen et du Vardar Skopje respectivement selon la règle du nombre de buts marqués à l'extérieur.

### Final Four
Le Final Four a lieu à la Lanxess Arena de Cologne en Allemagne les 31 mai et 1er juin 2014. À l'issue des deux demi-finales, un match pour la troisième place oppose les deux perdants et les vainqueurs s'affrontent en finale pour succéder au HSV Hambourg, vainqueur de la compétition la saison précédente.
|  | Demi-finales           | Demi-finales |                        |    | Finale | Finale |
|  | Demi-finales           | Demi-finales |                        |    | Finale | Finale |
|  |                        |              |                        |    |        |        |
|  |                        |              |                        |    |        |        |
|  |                        |              |                        |    |        |        |
|  | FC Barcelone           | 36 (3)       |                        |    |        |        |
|  | FC Barcelone           | 36 (3)       |                        |    |        |        |
|  | SG Flensburg-Handewitt | 36 (5)       |                        |    |        |        |
|  | SG Flensburg-Handewitt | 36 (5)       | SG Flensburg-Handewitt | 30 |        |        |
|  |                        |              | SG Flensburg-Handewitt | 30 |        |        |
|  |                        | THW Kiel     | 28                     |    |        |        |
|  | Veszprém KSE           | THW Kiel     | 28                     | 26 |        |        |
|  | Veszprém KSE           |              |                        | 26 |        |        |
|  | THW Kiel               | 29           |                        |    |        |        |
|  | THW Kiel               | 29           | Match pour la 3e place |    |        |        |
|  |                        |              |                        |    |        |        |
|  |                        |              |                        |    |        |        |
|  |                        |              |                        |    |        |        |
|  | Veszprém KSE           | 25           |                        |    |        |        |
|  | Veszprém KSE           | 25           |                        |    |        |        |
|  | FC Barcelone           | 26           |                        |    |        |        |
|  | FC Barcelone           | 26           |                        |    |        |        |

#### Demi-finales
| 31 mai 2014 18h00 | FC Barcelone                  | 39 - 41 (tab)      | SG Flensburg-Handewitt              | Lanxess Arena, Cologne Affluence : 20 000 Arbitrage : Václav Horáček, Jiří Novotný |
| 31 mai 2014 18h00 | Kiril Lazarov, Víctor Tomás 6 | (17 - 18, 32 - 32) | Holger Glandorf, Steffen Weinhold 8 | Lanxess Arena, Cologne Affluence : 20 000 Arbitrage : Václav Horáček, Jiří Novotný |
| 31 mai 2014 18h00 | Prol. : 4 - 4Tab : 3 - 5      |                    |                                     | Lanxess Arena, Cologne Affluence : 20 000 Arbitrage : Václav Horáček, Jiří Novotný |
| 31 mai 2014 18h00 | ×3 ×2                         | Rapport            | ×4* ×4                              | Lanxess Arena, Cologne Affluence : 20 000 Arbitrage : Václav Horáček, Jiří Novotný |

* dont un avertissement pour l'entraîneur Ljubomir Vranjes.
| 31 mai 2014 15h15 | Veszprém KSE | 26 - 29   | THW Kiel          | Lanxess Arena, Cologne Affluence : 20 000 Arbitrage : Nenad Krstić, Peter Ljubic |
| 31 mai 2014 15h15 | Momir Ilić 5 | (13 - 13) | Aron Pálmarsson 7 | Lanxess Arena, Cologne Affluence : 20 000 Arbitrage : Nenad Krstić, Peter Ljubic |
| 31 mai 2014 15h15 | ×4* ×3 ×1    | Rapport   | ×3 ×6             | Lanxess Arena, Cologne Affluence : 20 000 Arbitrage : Nenad Krstić, Peter Ljubic |

* dont un avertissement pour l'entraîneur Antonio Carlos Ortega.

#### Match pour la3eplace
| 1er juin 2014 15h15 | FC Barcelone       | 26 - 25  | Veszprém KSE | Lanxess Arena, Cologne Affluence : 20 000 Arbitrage : Andrei Gousko, Siarhei Repkin |
| 1er juin 2014 15h15 | Siarhei Rutenka 11 | (9 - 10) | Momir Ilić 7 | Lanxess Arena, Cologne Affluence : 20 000 Arbitrage : Andrei Gousko, Siarhei Repkin |
| 1er juin 2014 15h15 | ×4* ×0             | Rapport  | ×3           | Lanxess Arena, Cologne Affluence : 20 000 Arbitrage : Andrei Gousko, Siarhei Repkin |

* dont un avertissement pour l'entraîneur adjoint Oliver Roy

#### Finale
| 1er juin 2014 18h00 | SG Flensburg-Handewitt             | 30 - 28   | THW Kiel          | Lanxess Arena, Cologne Affluence : 20 000 Arbitrage : Martin Gjeding, Mads Hansen |
| 1er juin 2014 18h00 | Lasse Svan Hansen, Anders Eggert 7 | (14 - 16) | Aron Pálmarsson 6 | Lanxess Arena, Cologne Affluence : 20 000 Arbitrage : Martin Gjeding, Mads Hansen |
| 1er juin 2014 18h00 | ×3 ×5                              | Rapport   | ×2                | Lanxess Arena, Cologne Affluence : 20 000 Arbitrage : Martin Gjeding, Mads Hansen |

## Le champion d'Europe
| Champion d'Europe - Ligue des champions 2013-2014 SG Flensburg-Handewitt 1er titre |

## Statistiques et récompenses

### Équipe-type
| Landin Dibirov Sulić Abalo Ilić Hansen K. Lazarov Meilleur défenseur : Timuzsin Schuch Meilleur buteur : Momir Ilić (103) |
| Équipe-type de la Ligue des champions 2013-2014                                                                           |
| Landin Dibirov Sulić Abalo Ilić Hansen K. Lazarov Meilleur défenseur : Timuzsin Schuch Meilleur buteur : Momir Ilić (103) |

L'équipe-type de la Ligue des champions 2013-2014 a été désignée par 20000 internautes :
| Poste          | Joueur          | Club                |
| -------------- | --------------- | ------------------- |
| Gardien de but | Niklas Landin   | Rhein-Neckar Löwen  |
| Ailier gauche  | Timour Dibirov  | Vardar Skopje       |
| Arrière gauche | Momir Ilić      | Veszprém KSE        |
| Demi-centre    | Mikkel Hansen   | Paris Saint-Germain |
| Pivot          | Renato Sulić    | Veszprém KSE        |
| Arrière droit  | Kiril Lazarov   | FC Barcelone        |
| Ailier droit   | Luc Abalo       | Paris Saint-Germain |
| Défenseur      | Timuzsin Schuch | Veszprém KSE        |

### Statistiques
| Rang | Joueur           | Club               | Buts |
| ---- | ---------------- | ------------------ | ---- |
| 1    | Momir Ilić       | Veszprém KSE       | 103  |
| 2    | Renato Vugrinec  | RK Metalurg Skopje | 95   |
| 3    | Marko Vujin      | THW Kiel           | 85   |
| 4    | Kiril Lazarov    | FC Barcelone       | 80   |
| 5    | Gašper Marguč    | RK Celje           | 79   |
| 6    | Anders Eggert    | Rhein-Neckar Löwen | 78   |
| 7    | Uwe Gensheimer   | Rhein-Neckar Löwen | 77   |
| 8    | Siarhei Rutenka  | FC Barcelone       | 73   |
| 9    | Nikola Karabatic | FC Barcelone       | 72   |
| 9    | Timour Dibirov   | Vardar Skopje      | 72   |
| 9    | Staš Skube       | Gorenje Velenje    | 72   |

Autre récompense
- Meilleur joueur du Final Four :  Aron Pálmarsson